# Mu Columbae
Mu Columbae (μ Columbae / μ Col / HD 38666 / HR 1996) es una estrella en la constelación de Columba de magnitud aparente +5,18. Se encuentra a unos 1300 años luz de distancia del sistema solar.
Mu Columbae es una estrella azul muy caliente de tipo espectral O9.5V con una temperatura superficial de 33.700 K. Como corresponde a este tipo de estrellas, su luminosidad es muy grande: incluida una gran cantidad de radiación emitida como luz ultravioleta, es 23.300 veces más luminosa que el Sol.
Su radio es 4,5 veces más grande que el radio solar y, como es característico de esta clase de estrellas, rota a gran velocidad —más de 140 km/s—, completando una vuelta en menos de día y medio.
Su masa se estima unas 12 veces mayor que la masa solar.
Un fuerte viento estelar que sopla desde su superficie hace que pierda masa a razón de 0,1 millonésimas de la masa solar cada año.
La característica más notable de Mu Columbae es que, al igual que AE Aurigae, es una estrella fugitiva. Se aleja directamente de esta última a más de 200 km/s; aunque en otro tiempo estuvieron juntas, ahora están separadas visualmente 70°. Estudiando sus trayectorias en el pasado, se ha encontrado que sus caminos se cruzaron hace 2,5 millones de años, y que ambas estrellas también están relacionadas con Hatysa (ι Orionis), un sistema estelar cuya componente principal es una binaria cercana con una órbita notablemente excéntrica. Se piensa que se produjo una colisión entre dos estrellas binarias, cuyo resultado fue que dos de las estrellas intercambiaron posiciones y otras dos —Mu Columbae y AE Aurigae— fueron despedidas a gran velocidad a través del espacio.